# Orit Arfa
Orit Arfa (geboren 1976 oder 1977 in Los Angeles) ist eine US-amerikanisch-israelische Buchautorin, Journalistin und Künstlerin.

## Leben
Orit Arfa wuchs als Tochter eines US-amerikanischen Vaters und einer israelischen Mutter in Los Angeles auf. Ihre Großeltern sind Holocaust-Überlebende, ihr Vater wurde in einem Lager für Displaced Persons in Deutschland geboren. Sie ist Autorin mehrerer Bücher und veröffentlicht Beiträge unter anderem bei der Jerusalem Post, dem Jewish Journal, dem Jewish News Syndicate, bei The Forward, dem Magazin fluter – Magazin der Bundeszentrale für politische Bildung (bpb), der Zeitschrift Cicero, der Jüdischen Rundschau und der Achse des Guten.
1999 ging Arfa nach Israel und wurde durch viral verbreitete Parodien auf Musikvideos von Miley Cyrus bekannt, die sie zu Hymnen für Siedlungsaktivisten umgedichtet hatte. Später erfand sie die Girlgroup The Gaza Girls, deren drei Mitglieder alle von ihr gespielt wurden, und die den Titel „Stop and Kill All the Jews!“ sang. Die Medienbranche zeigte sich verunsichert, ob es sich um eine Parodie oder eine ernst gemeinte Veröffentlichung handelte.
Eine wandgroße Malerei Arfas, die das alttestamentarische Buch Ester in die Umgebung eines Nachtclubs versetzte, wurde 2002 im Rahmen des internationalen Frauenfestivals Femina in Haifa ausgestellt.
Die Handlung ihres Buches The Settler spielt im Kontext von Israels Abzug aus dem Gazastreifen. Der Roman basiert auf ihren Erfahrungen mit der Berichterstattung über den Rückzug der israelischen Regierung aus dem Gazastreifen im Jahr 2005 und dessen Folgen sowie auf ihren Erfahrungen mit der Abkehr von einem modernen orthodoxen jüdischen Lebensstil. Laura Kelly rezensierte in der Jerusalem Post, das Buch erkunde Nuancen des modernen Israel und seiner Menschen, die in der internationalen Presse übertüncht würden. Jeder der Charaktere stehe für eine andere Facette der israelischen Gesellschaft, national-religiös, ehemals religiös, säkular, einer Minderheit zugehörig, Kibbuz-Mitglied oder Feierfreudige aus Tel Aviv. Keiner könne einfach kategorisiert werden und die Autorin zeige einmal mehr, dass Menschen viel komplizierter seien, als sie schienen.
Ihr Buch Underskin: A German-Israeli Love Story beschreibt die Beziehung einer israelischen Architektin und eines deutschen Friedensaktivisten in Tel Aviv und deren Umgang mit dem Holocaust. Ellis Shuman nannte das Buch in der Times of Israel eine unkonventionelle Liebesgeschichte, die ein sehr schweres Thema auf leichtherzige und erotische Art erschließe. Die Jerusalem Post veröffentlichte einen Auszug des Buches.
In Deutschland nahm Arfa an dem Berliner „Frauenmarsch“ im Juni 2018 teil.
Orit Arfa lebt seit 2016 in Berlin. Sie ist „bewusst alleinerziehende“ Mutter einer im Jahr 2019 geborenen Tochter. Vor und nach der Schwangerschaft hat sie auch über ihren Kinderwunsch und das Elternsein geschrieben.

## Bücher
- Spinoza & Ayn Rand: How to Reconcile Spinoza's God with Rand's Atheism, Route 60 Press, 2014.
- The Settler: A novel of modern Israel, Route 60 Press, 2015.
- Ayn Rand and Esther: How The Fountainhead Can Illuminate Our Understanding of Esther, Israel and the Jews, Route 60 Press, 2015.
- Underskin: A German-Israeli Love Story, Route 60 Press, 2017.